# Дос Сантос, Жуан Карлос
Жуа́н Ка́рлос дос Са́нтос или просто Жуан Карлос (порт.-браз. João Carlos dos Santos; 10 сентября 1972, Сети-Лагоас, Бразилия) — бразильский футболист, защитник, игрок сборной Бразилии на Кубке Америки 1999.

## Карьера

### Клубная
Жуан Карлос начал свою карьеру в клубе «Демократа» из Сети-Лагоаса в 1992 году. В 1994 году он перешёл в «Крузейро», а следующий год, был в аренде в ФК «Демократа» из Говернадора и «Маморе», а затем вернулся в «Крузейро» в 1996 году. Жуан Карлос был всегда знаменит своей выносливостью.
Вместе с «Крузейро» он выиграл чемпионат штата в 1996, 1997 и 1998 годах, кубок Бразилии в 1996 году, кубок Либертадорес в 1997 году, Рекопа Южной Америки в 1998 году и Межконтинентальный кубок в 1997 году.
В 1999 году Жуан Карлос переехал в «Коринтианс», где выиграл чемпионат в этом году и в 2001.
Он вернулся в «Крузейро» в 2001 году, где он оставался до 2002 года, когда переш`л в команду «Сересо Осака» из Японии. В 2004 году он играл за «Ботафого». В 2006 году в Джайпуре он закончил свою карьеру в качестве игрока в том же в клубе, где и начал, «Демократа».

### В сборной
В сборной Бразилии, играл в Копа Америка в 1999 году и стал чемпионом. Всего он сыграл 10 матчей за сборную и забил один гол.

## Достижения
«Крузейро»
- Обладатель Кубка Либертадорес: 1997
- Обладатель Рекопа Южной Америки: 1998
- Обладатель Кубка Бразилии: 1996
- Чемпион Лиги Минейро: 1994, 1996, 1997, 1998

«Коринтианс»
- Победитель Клубного чемпионата мира: 2000
- Победитель Чемпионата Бразилии: 1999
- Чемпион Лиги Паулиста: 1999, 2001

«Пайсанду»
- Чемпион Лиги Параэнсе: 2005

Сборная Бразилии
- Обладатель Кубка Америки: 1999